# Jelena Rozga
Jelena Rozga (Split, 23 de agosto de 1977) es una cantante croata de música pop.

## Primeros años

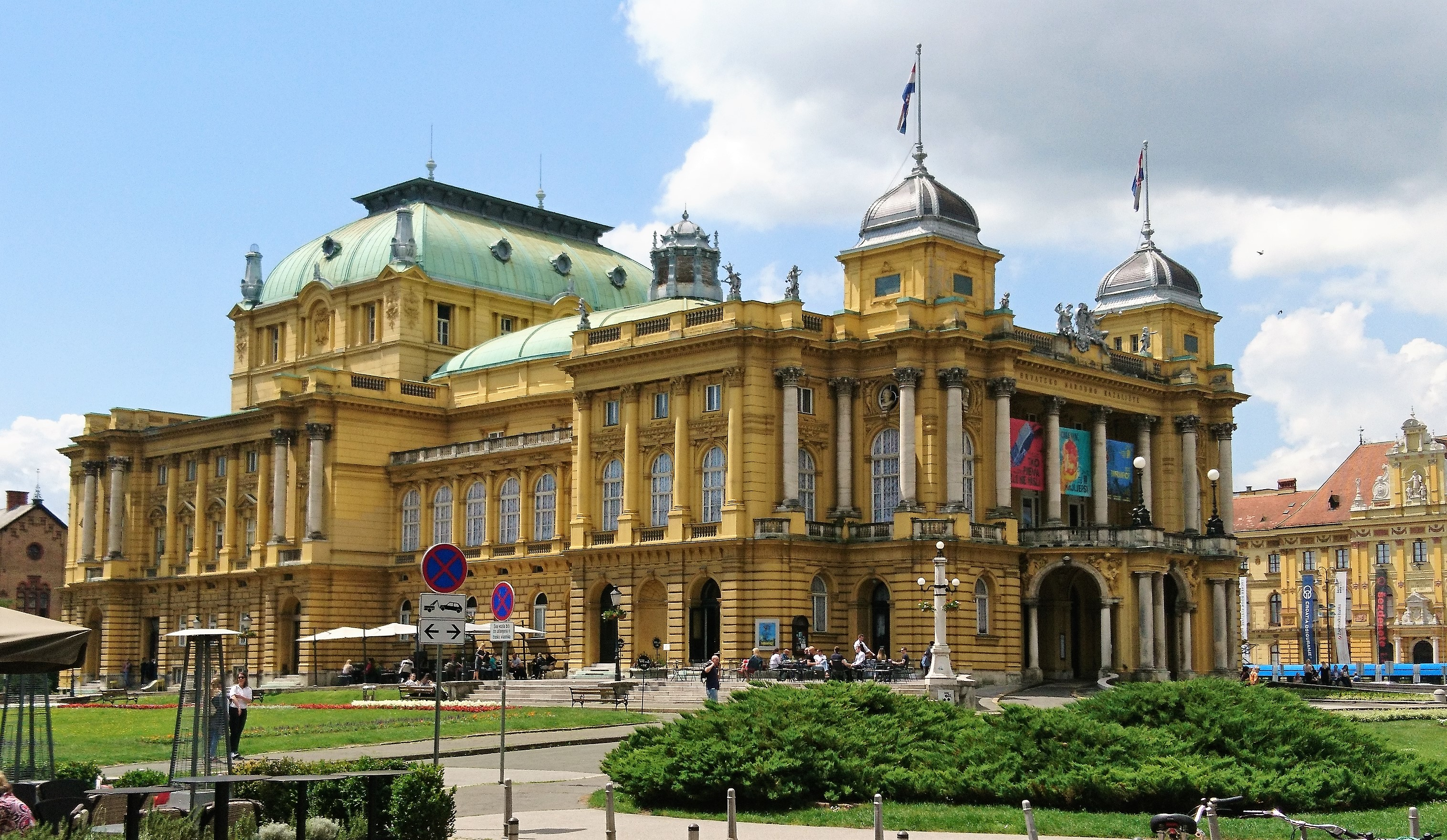
Teatro Nacional de Croacia (Zagreb)

Rozga nació en Split, Croacia, hija de Marija y Ante Rozga. En su infancia se convirtió en bailarina de ballet y compitió en varios certámenes yugoslavos. Más tarde se unió al conjunto de ballet del Teatro Nacional de Croacia en Zagreb, actuando en varias producciones locales de El lago de los cisnes, La bella durmiente y El cascanueces. Abandonó el ballet cuando se le dio la oportunidad de convertirse en cantante de Magazin, una popular agrupación de pop de la época.

## Carrera

### Inicios
Jelena comenzó su carrera musical en 1996, cuando interpretó la canción "Aha" en Dora, concurso nacional de la canción croata, obteniendo el segundo lugar. El mismo año se convirtió en cantante de Magazin. Su experiencia en el grupo le valió reconocimiento en su país y la convirtió en una de las cantantes más populares de la región. En 2006 Jelena dejó la formación de Magazin pero continuó trabajando con Tonči Huljić, uno de sus fundadores.
En 2006 participó una vez más en Dora, interpretando la canción "Ne zovi me Marija" y terminando en el sexto lugar.

### 2006-2016:Oprosti malayBižuterija
Acto seguido grabó y publicó su primer álbum en calidad de solista: Oprosti Mala, logrando reconocimiento con canciones como "Gospe moja", "Vršnjaci moji" y "Robas greškom". En 2007 actuó en el Festival de Split con "Gospe moja", ganando el Gran Premio, hecho que consolidó aún más su popularidad en la región. A continuación lanzó el sencillo "Daj šta daš", el cual encabezó las listas de éxitos tanto en Croacia como en otros países vecinos. Otra canción suya, "Daj šta daš", ganó el Gran Premio del Festival de Split en 2009 por ser la canción más tocada en la edición 2008.
En 2009, Jelena se presentó en el Festival Hrvatski Radijski con "Svega ima, al' bi još" en la categoría de música pop-folk. Ese mismo año participó en el Festival de Split de nuevamente con la canción "Rodit ću ti 'ćer i sina", y en 2010 ganó por tercera vez consecutiva el Gran Premio a la canción más tocada ("Rodit ću ti 'ćer i sina"). Su canción "Bižuterija" se convirtió en un gran éxito tanto en Croacia como en todos los Balcanes y a la fecha cuenta con más de 20 millones de visitas en la plataforma YouTube. Después de muchos sencillos de éxito, el 27 de octubre de 2011 con un concierto en Zadar, Jelena comenzó su primera gran gira, titulada Bižuterija, durante la cual visitó todas las grandes ciudades de Croacia. Fue la primera artista femenina que agotó todas las entradas en el Spaladium Arena (con capacidad para 12.000 personas) de su ciudad natal, Split. Varios meses después agotó las entradas para su concierto en Cibona Zagreb. A principios de 2011 Jelena lanzó su segundo álbum solista, titulado Bižuterija, vendiendo más de 15.000 copias en solo un mes y recibiendo el certificado de Zlatna Ploča de la Asociación Fonográfica Croata.

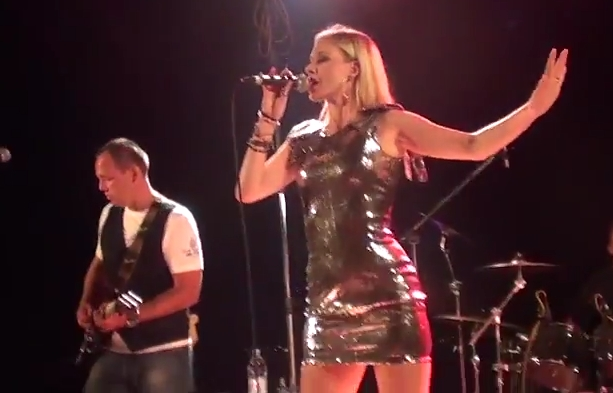
Rozga en vivo en 2011

En 2011 fue nominada para el premio Porin (versión croata de los Grammys) en la categoría "canción del año" con "Bižuterija", convirtiéndose en la ganadora del galardón. Ese mismo año grabó la canción "Dalmatinka" con la banda de rap Connect, la cual tuvo una cálida recepción del público. Nuevamente se presentó en el Festival de Split, esta vez presentando su canción "Razmažena" y obteniendo otro Gran Premio al cosechar la mayoría de los votos por selección del público. A finales de 2011 publicó el álbum recopilatorio Best of, en el que se incluyeron canciones de su carrera en solitario y de su etapa con Magazin.
En 2012 interpretó la canción "Solo Igračica" en el Festival de Split y obtuvo y lanzó el sencillo de verano "Dobitna Kombinacija". Luego de un par de meses, Jelena filmó una especie de cortometraje que constaba de dos vídeoclips de las mencionadas canciones. Un año después lanzó el sencillo "Nirvana", otro gran éxito en su carrera. Ese mismo verano lanzó las canciones "Obožavam" y "Cirkus", y en 2014 publicó "Okus Mentola" y grabó la canción "Odo Ja" para el popular programa de televisión Kud puklo da puklo. Diciembre de 2014 vio el lanzamiento de un nuevo sencillo exitoso, "Tsunami", logrando en sus primeras 24 horas más de 400 mil reproducciones en YouTube.

### 2016-presente:Moderna žena
Después de casi seis años del lanzamiento de Bižuterija, en diciembre de 2016 Jelena lanzó su tercer álbum de estudio, titulado Moderna Žena. En su primera semana de lanzamiento, el álbum alcanzó el primer lugar en las listas de ventas, permaneciendo allí durante varias semanas. La canción "Zileti" fue publicada como tercer sencillo del álbum, recibiendo alrededor de 210.000 visitas en un día y más de 600.000 visitas en una semana. Moderna Žena fue un éxito comercial.

## Vida personal
Rozga sostuvo una relación con el violonchelista croata Stjepan Hauser del dúo 2Cellos desde 2015 hasta 2017.

## Discografía

### Álbumes de estudio
Con Magazin
- Nebo boje moje ljubavi (1996)
- Da si ti ja (1998)
- Minus i plus (2000)
- S druge strane mjeseca (2002)
- Paaa..? (2004)

Como solista
- Oprosti mala (2006)
- Bižuterija (2011)
- Best of (2012)
- Moderna žena (2016)